# Cheiracanthium torricellianum
Cheiracanthium torricellianum är en spindelart som beskrevs av Embrik Strand 1911. Cheiracanthium torricellianum ingår i släktet Cheiracanthium och familjen sporrspindlar. Inga underarter finns listade i Catalogue of Life.